# 유연단체

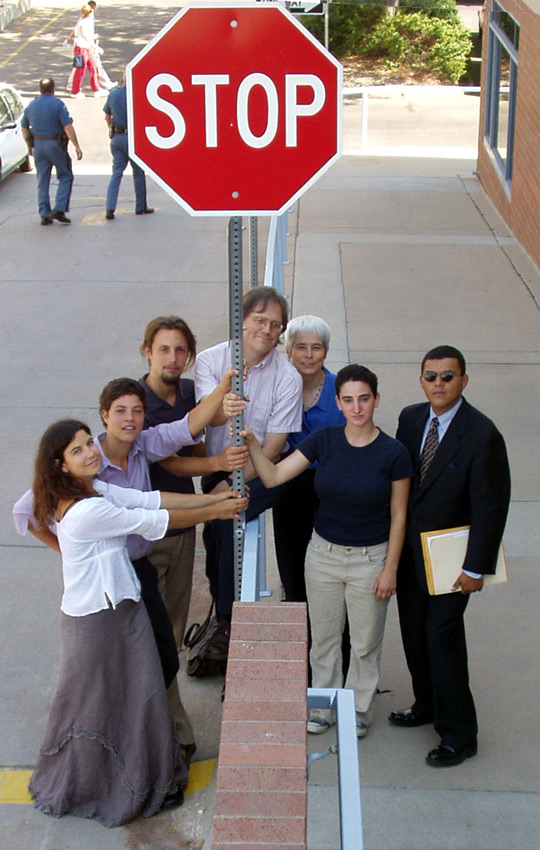
미국의 반전주의 유연단체 "Collateral Damage"

유연단체(類緣團體, affinity group)는 일반적으로 서로 잘 알고 신뢰할 수 있으며, 사회정치 사안에 직접행동을 함께 하는 3명에서 20명으로 구성된 활동가 그룹을 가리킨다.
19세기 스페인 무정부주의 활동에서 시작된 유연단체는 1970년대 미국의 반전 운동(en)에서 다시 출현했고, 최근에는 1999년 시애틀 세계무역기구 반대 시위(en)를 포함한 많은 반 신자유주의 세계화 시위에 적극적으로 결합했다.